# Enicospilus corcovadoi
Enicospilus corcovadoi là một loài tò vò trong họ Ichneumonidae.